# 6424 Андо
6424 Андо (1994 EN3, 1975 RB1, 1978 ER5, 1991 RJ21, 6424 Ando) — астероїд головного поясу, відкритий 14 березня 1994 року.
Тіссеранів параметр щодо Юпітера — 3,210.